# Нурафшон-Бухара
«Нурафшон-Бухара» — бывший узбекистанский футбольный клуб из города Бухара. Основан не позднее 2015 года.

## История
В сезоне-2015 участвовал во Второй лиге чемпионата Узбекистана, выиграв финальный турнир. В 2016—2017 годах выступал в Первой лиге.
Не следует путать с ФК «Бухара», который в это время играл в Суперлиге (в 1989—1996 годах и с июля 2021 года — «Нурафшон»).

## Достижения
Победитель финального турнира Второй лиги (2015).